# Elektrogastrografia
Elektrogastrografia (EGG) – nieinwazyjne badanie diagnostyczne, polegające na zapisie czynności elektrycznej żołądka przy użyciu elektrod rozmieszczonych na powierzchni skóry jamy brzusznej, stosowana w diagnostyce dyspepsji.

## Podstawy fizjologiczne
Po raz pierwszy została opisana w 1922 przez Clementa Alvareza, jednakże dopiero rozwój technik komputerowych umożliwił jej rozwój.
Czynność elektryczna żołądka składa się z 2 rodzajów potencjałów:
- potencjału podstawowego, zwanego też rozrusznikowym, odpowiadającego za częstotliwość, szybkość i kierunek fali perystaltycznej, jednak bezpośrednio ten potencjał nie wywołuje skurczu mięśni żołądka.

Podstawowa czynność bioelektryczna wynosi 3 cykle na minutę i jest nazywana podstawowym rytmem elektrycznym żołądka (BER - basal electrical rythm). Powstaje w tak zwanym rozruszniku żołądka, który jest zlokalizowany w połowie krzywizny większej i jest zbudowany z komórek Cajala i rozchodzi się obwodowo. BER o częstości 2,26–3,75 cyklu na minutę jest uznawany za stan prawidłowy i nazywany normogastrią. Cykle szybsze zwane są tachygastrią (3,75–10,0 cyklu na minutę), a wolniejsze bradygastrią (1,0–2,25)
- potencjału czynnościowego odpowiedzialnego za wywołanie skurczu żołądka. Potencjały czynnościowe powstają jako odpowiedź na bodziec pokarmowy i przyjmują postać międzytrawiennego wędrującego kompleksu motorycznego (MMC - migrating motor complex), który składa się z 4 faz:
  - faza I - trwająca 60 minut, charakteryzuje się niewielką ilością potencjałów czynnościowych i tym samym skurczów,
  - faza II - trwa 10 - 45 minut i charakteryzuje się wzrastającą częstotliwością potencjałów czynnościowych i tym samym liczbą skurczów,
  - faza III - w której każdemu potencjałowi skurczowemu towarzyszy skurcz mięśniówki,
  - faza IV - będąca okresem stopniowego zanikania potencjałów i stopniowym powrotem do fazy I - trwa około 5 minut[2].

## Technika rejestracji
Do zapisu czynności elektrycznej, a więc badania elektrogastrografii stosowane jest urządzenie nazwane gastrografem, który składa się z rejestratora współpracującego z komputerem, oraz elektrod. Opisano różne punkty umieszczenia elektrod, jednak najprostszy gastrograf posiada 3 elektrody - 2 badające, z których jedna umieszczana jest w połowie odległości między pępkiem i wyrostkiem mieczykowatym, druga powyżej i w lewo. Elektroda trzecia (zerowa) umieszczana jest na tym samym poziomie, 10 cm od elektrody pierwszej.

## Technika badania
Badanie jest wykonywane rano. Początkowo rejestruje się na czczo zapis przez 30 - 60 minut. Następnie poddaje się posiłek o kaloryczności około 300 kcal i rejestruje się potencjały czynnościowe. Pierwsze gastrografy rejestrowały te przez wiele godzin (nawet do 24), obecnie czas badania jest ograniczony do kilku godzin. W trakcie badany powinien jak najwięcej pozostawać w pozycji leżącej, aby ograniczać powstanie artefaktów. Rejestrator posiada specjalne filtry, które pozwalają usunąć zapis czynności elektrycznej jelita cienkiego lub jelita grubego.
Zapis polega na rejestracji częstotliwości, amplitudy, rytmu i rozprzestrzenianie się fal i jego graficznego przedstawieniu.